# Erik Selvig
Le Dr Erik Selvig est un personnage de fiction de l'univers cinématographique Marvel. Il est interprété par l'acteur suédois Stellan Skarsgård.

## Biographie fictive
Le docteur Erik Selvig est un astrophysicien, professeur en astrophysiques théoriques à l'Université Culver. Selvig fut un moment recruté par le SHIELD puis il reprit ses conférences universitaires après un passage en asile psychiatrique causé par Loki. Il fit partie des nombreuses victimes de Thanos avant d'être ramené à la vie cinq ans plus tard.

### Thor(2011)
Erik Selvig est un professeur suédois d'astrophysique théorique à la Culver University.
Au Nouveau-Mexique, Erik Selvig, Jane Foster (la fille de son ancien collègue) et Darcy Lewis découvrent Thor, banni d'Asgard pour avoir désobéi à son père Odin. Sur Terre, Thor ne parvient pas à reprendre Mjöllnir, le marteau dont il tire sa force. Phil Coulson et le SHIELD ont mis la main dessus. Erik Selvig aide alors Thor à reprendre son arme.
Dans la séquence postgénérique, Erik Selvig rencontre Nick Fury, qui lui fait découvrir le cube cosmique (ou Tesseract). Le directeur du SHIELD lui explique que ce cube est une source d'énergie pouvant être illimitée s'ils parviennent à l'exploiter. Alors que Selvig semble très intéressé par cette révélation, on remarque Loki dans le reflet d'une vitre. Loki semble alors contrôler les pensées et mouvements d'Erik Selvig, qui répète mot pour mot ce que dit Loki : « Et bien je crois que ça mérite un coup d’œil. »

### Avengers(2012)
Le Dr. Selvig travaille sur le cube cosmique, dans une énorme base souterraine du SHIELD, sous les yeux de Nick Fury et Clint Barton. Loki apparaît soudainement dans la pièce et envoûte Erik Selvig et l'agent Barton. Malgré l'intervention de Fury et Maria Hill, Loki s'échappe avec Selvig, Barton et le cube. La base du SHIELD est entièrement détruite.
Loki s'empare d'un autre laboratoire où il fait travailler Selvig, toujours envoûté par l'Asgardien. Il développe une technologie qu'ils installent sur le toit de la tour de Tony Stark à New York. Un portail vers l'espace s'ouvre et laisse entrer les Chitauris sur Terre.
Le docteur Selvig est ensuite libéré du contrôle de Loki. Il révèle à Natasha Romanoff que le Sceptre de Loki doit être utilisé pour fermer le portail.

### Thor: Le Monde des ténèbres(2013)
Après avoir été mentalement contrôlé par Loki, Erik Selvig est devenu fou. Il est notamment vu au journal télévisé courant nu autour du monument Stonehenge au Royaume-Uni. Il est alors interné. Il est libéré par Darcy et son assistant Ian.

### Avengers: L'Ère d'Ultron(2015)
Après la bataille contre Ultron à Johannesburg, alors que Selvig quitte une de ses conférences universitaires, Thor lui demande de l'aide, ils montent tous les deux dans sa voiture.
Thor emmène ensuite Selvig à l'emplacement secret d'une grotte où Thor peut continuer la vision qu'il avait commencé à avoir lorsque Scarlet Witch lui avait dérangé l'esprit. Thor entre dans l'eau de la grotte et les esprits prennent le contrôle de son corps et lui donnent une vision plus détaillée et le potentiel des six pierres de l'Infini, dont l'une est logée dans le sceptre de Loki. Selvig regarde de loin Thor étant presque tué par l'eau, perdant le contrôle de son corps et tirant des éclairs. Thor survit à l'expérience et utilisera ce qu'il a appris pour donner la vie à la Vision afin de combattre et détruire Ultron,

## Apparitions dans d'autres médias
Le personnage apparait dans des comics dérivés des films : Avengers Prelude: Fury's Big Week (2012) et Thor The Dark World Prelude (2013).